# Michael Cavanagh
Michael Cavanagh, född 16 juli 1961 i Winnipeg i Manitoba, död 13 mars 2024, var en kanadensisk operachef och -regissör, dramaturg och librettist.
Cavanagh studerade vid Hochschule für Musik i Hamburg. Han var under sin karriär verksam vid flera operahus i USA, Kanada och Europa. Cavanagh var konstnärlig ledare på Edmonton Opera, arbetade som producent och regissör vid Opera on the Avalon i St. John's i Newfoundland och Labrador och undervisade i operaregi vid Don Wright Faculty of Music vid Western University i Ontario, Kanada. Han regisserade ett stort antal uppsättningar på operahus som San Francisco Opera, Royal Opera House i London och L’Opéra de Montréal. På Kungliga Operan i Stockholm regisserade han bland annat John Adams Nixon in China 2016 och Verdis Aida 2018, innan han 2021 efterträdde Birgitta Svendén som chef för operasektionen. Han avslutade sin tjänst vid årsskiftet 2023–2024 till följd av sjukdom.